# Неве-Шалом (район)
Неве-Шалом (ивр. נווה שלום‎) — второй еврейский район города Яффа, построенный в конце XIX века.
К концу XIX века евреи стали искать альтернативы тесному яффскому старому городу, и в 1887 году был основан первый еврейский район за его пределами — Неве-Цедек.
В 1890 году один из основателей Петах-Тиквы Зерах Барнет приобрёл участок площадью 70 дунамов неподалёку от Неве-Цедека, и основал на нём Неве-Шалом — второй еврейский район города. Он также оплатил постройку первых 15 домов в районе, строительство началось в августе 1890 года. Дома никто не хотел покупать, пока в одном из них не поселилась жена яффского раввина Нафтали Герца, которой врачи посоветовали сменить воздух. После заселения первых домов Барнет приобрёл ещё участки, на которых возвёл ещё два ряда домов. Дома были построены из куркара, они имели прямоугольный план с внутренним двором, обнесённым стеной.
Вскоре в новый район переехали различные еврейские религиозные заведения, такие, как талмуд-тора Шаарей-Тора (1886), и были основаны новые. В религиозные учебные заведения приезжали ученики со всей страны, включая Иерусалим. Позже открылись и секулярные школы «Альянса» и «Ховевей Цион».
К началу XX века в Неве-Шаломе было 5 мастерских, в крупнейшей из которых, мастерской Лиона Штайна, в 1908 году трудилось около 150 работников. На 1905 год в районе работало 80 магазинов. В 1906 году в западной части района, около железнодорожной станции, были построены две гостиницы — «Хаим Барух» и «Спектор». В 1916 году в Неве-Шаломе проживало 2234 человек. Район был более просторным, чем тесный старый город Яффы, но имел вид традиционного еврейского местечка. Развитие Неве-Шалома (как и соседнего Неве-Цедека) прекратилось с началом 1-й мировой войны, так как турецкие власти с приближением линии фронта изгнали евреев из Яффы и его пригородов.
В 1913 году район присоединился к быстро развивающемуся Тель-Авиву, условием этого было соблюдение строгих санитарных норм.
В 1948 году, во время борьбы Хаганы и арабских частей за Яффу, район сильно пострадал и многие здания были заброшены.